# Tubbe
Tubbe ist ein Electropunk-/Electropop-Duo, das bei Audiolith Records unter Vertrag stand.

## Geschichte

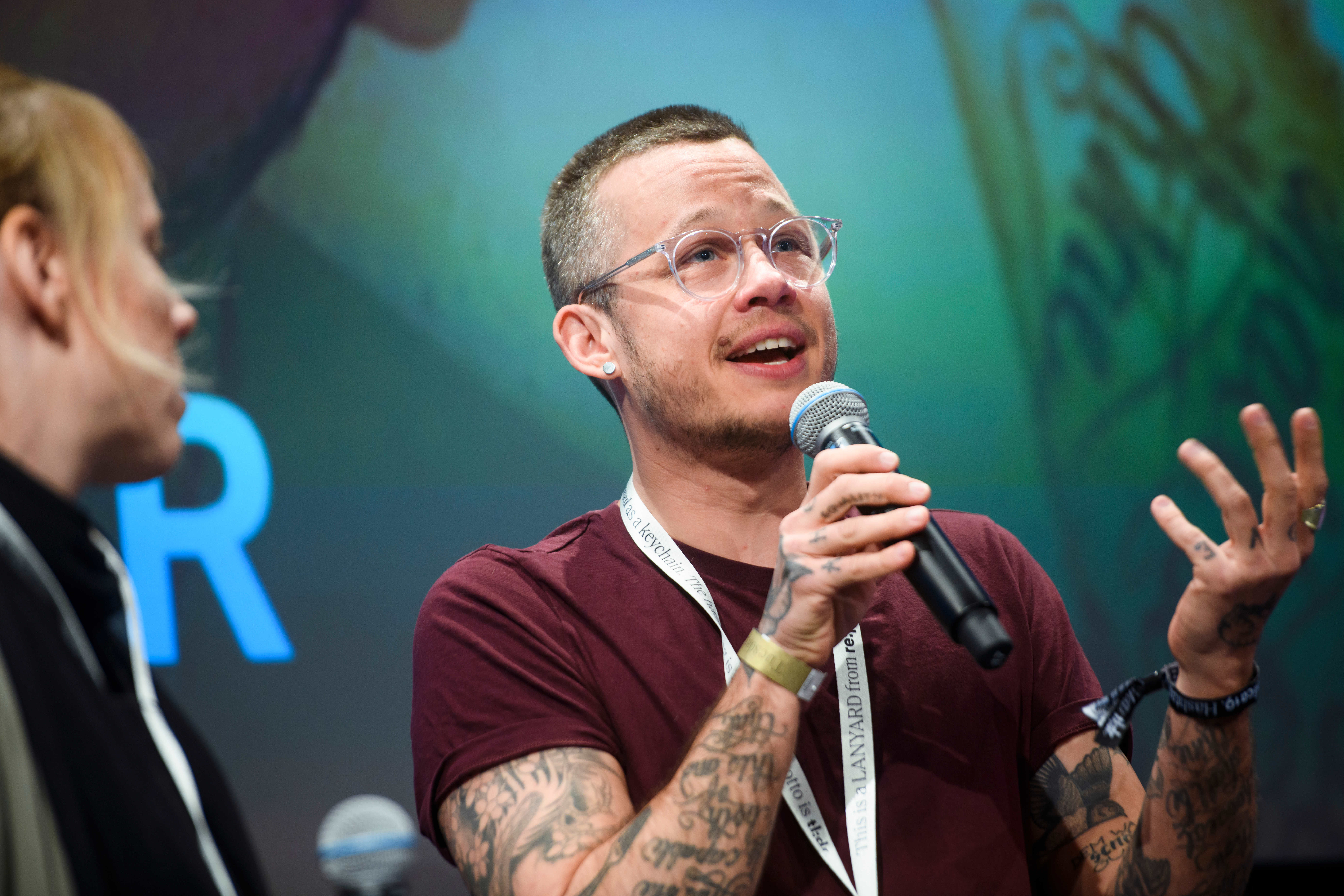
Henri Jakobs, 2019

Tubbe wurde Anfang 2010 in München gegründet von Klaus Scheuermann und Henri Jakobs (seinerzeit unter dem Namen Steffi Jakobs). Zunächst in der queeren Rave-Szene unterwegs, unter anderem mit Auftritten auf dem Christopher Street Day, siedelte man nach Berlin um und begann sich aus dieser Nische zu entfernen. Die beiden unterschrieben beim Hamburger Independent-Label Audiolith und veröffentlichten dort zunächst die Single Liebe. Fertig. Am 1. März 2013 erschien ihr Debütalbum Eiscafe Ravetto.
Am 13. März 2015 erschien ihr zweites Album Keine Arbeit lieber tanzen. Als musikalische Gäste sind Torsun von Egotronic und der Jazz-Pianist Joachim Kühn vertreten. Videos wurden zu Punkopa (feat. Torsun), In Berlin, Dummheit sticht Armut und Good Days gedreht. Am 12. August 2015 trat die Band in der Late-Night-Show Bohn Jour auf Rocket Beans TV auf.
Die Band löste sich im April 2020 auf.
Am 3. August 2021 veröffentlichte Henri Jakobs die Solo-EP Bizeps Bizeps. Darüber hinaus ist Jakobs nach der Auflösung der Band als Schauspieler und Musiker an der  Berliner Schaubühne engagiert und als Autor tätig. 2022 erschien zusammen mit Christina Wolf mit All die brennenden Fragen – Ein Gespräch über Transerfahrungen (Katalyst Verlag) ein Sachbuch und im Sommer 2023 mit Paradiesische Zustände (KiWi-Verlag) sein erster Roman. Musikalisch begleitet er als Live-Musiker die Acts der The toten Crackhuren im Kofferraum und Finna auf Tour.
Am 26. September 2023 gaben sie überraschend über Audiolith, ihrer Website und einen neuen Instagram-Account bekannt, dass sie sich eigentlich nie aufgelöst haben und kündigten ein neues Album an. Am 10. Oktober folgte dann die erste Single Erwachsen aus dem Album inkl. dazugehörigen Musikvideo. am 8. Dezember 2023 erschien das dritte Tubbe Album Bankrott in Utopia.

## Stil
Zu Beginn auf das Image einer queeren Rave-Band festgelegt und unter anderem mit Rosenstolz verglichen, begann man sich von dieser Szene zu emanzipieren. Tubbe spielten auf ihrem ersten Album ruhigen Elektropop mit eingängigen Melodien. Die Texte handelten überwiegend vom Trennungsschmerz. Das zweite Album ist sehr viel sozialkritischer geworden, während die Musik weiterhin eingängig und tanzbar blieb.

## Diskografie

### Alben
- 2013: Eiscafe Ravetto (Audiolith Records)
- 2015: Keine Arbeit lieber tanzen (Audiolith Records)
- 2023: Bankrott in Utopia (Audiolith Records)

### Singles
- 2012: 5 Minute Love (Download-Single, Audiolith Records)
- 2012: Mess (Download-Single, Audiolith Records)
- 2012: Maze/Mess (Split-7" mit Fuck Art, Let’s Dance!, Audiolith Records)
- 2013: We Won’t Be Friends (Download-Single, Audiolith Records)
- 2013: Liebe. Fertig. (Download-Single, Audiolith Records) inkl. Electrosexual [remix]

- 2022: Erwachsen

### Exklusive Samplerbeiträge und Remixe
- 2013: Bad Hupferl auf Audiolith – Ten Years From Now
- 2013: Devolution (Tubbe Remix) auf Devolution von Electrosexual feat. Transformer Di Roboter